# Delbert Wiens
Delbert Wiens ( * 1932 -) es un botánico estadounidense, especializado en el estudio de plantas parásitas.
La flora de la familia Loranthaceae fue preparada en el Real Jardín Botánico de Kew, en colaboración con el Herbario de África Oriental y en coordinación con la Universidad de Dar es Salaam, la Universidad de Nairobi y la Universidad de Makerere, y fueron importantes las contribuciones hechas por otros especialistas.

## Algunas publicaciones

### Libros
- 1961. A taxonomic study of the Acataphyllous species of Phoradendron. Ed. Claremont Graduate School. 250 pp.
- * frank goode Hawksworth, delbert Wiens. 1972. Biology and classification of dwarf mistletoes (Arcenthobium). Agriculture handbook N.º 401. Ed. US Forest Service. 242 pp.
- 1983. Nonflying mammal pollination of southern African proteas: a non-coevolved system. Ed. Missouri Botanical Garden. 31 pp.
- frank goode Hawksworth, delbert Wiens, brian w Geils, rebecca g Nisley. 1996. Dwarf mistletoes: biology, pathology, and systematics. N.º 709 de Agriculture handbook. Ed. DIANE Publish. 410 pp. ISBN 0-7881-4201-1

- 1998. Mistletoes of Africa. Ed. Royal Botanic Gardens, Kew. 370 pp. ISBN 1-900347-56-3

- roger marcus Polhill, delbert Wiens. 1999. Loranthaceae. Vol. 179 de "Flora of tropical East Africa". Ed. CRC Press. 30 pp. ISBN 90-6191-383-7

- La abreviatura «Wiens» se emplea para indicar a Delbert Wiens como autoridad en la descripción y clasificación científica de los vegetales.[1]

- Wikispecies tiene un artículo sobre Delbert Wiens.
- «Delbert Wiens». Índice Internacional de Nombres de las Plantas (IPNI). Real Jardín Botánico de Kew, Herbario de la Universidad de Harvard y Herbario nacional Australiano (eds.).

- Datos: Q5556017
- Especies: Delbert Wiens

1. ↑  Todos los géneros y especies descritos por este autor en IPNI.